# Neuahlen
Neuahlen  war bis 1969 eine Gemeinde im damaligen Kreis Beckum in Nordrhein-Westfalen. Ihr Gebiet gehört heute zur Stadt Ahlen im Kreis Warendorf.

Die Bauerschaften Halene und Rosendahl auf einer Karte aus dem 19. Jahrhundert

## Geografie
Neuahlen bestand aus zwei räumlich getrennten Gebieten, der Bauerschaft Halene nördlich der Stadt Ahlen und der Bauerschaft Rosendahl östlich der Stadt Ahlen. Sowohl Halene als auch Rosendahl sind bis heute landwirtschaftlich geprägt und nur dünn besiedelt. Die ehemalige Gemeinde Neuahlen umfasste eine Fläche von 21,63 km².

## Geschichte
Die Gemeinde Neuahlen ging aus dem gleichnamigen Kirchspiel hervor und gehörte seit dem 19. Jahrhundert zum Amt Ahlen im Kreis Beckum. Durch das Gesetz über die Eingliederung der Gemeinden des Amtes Ahlen in die Stadt Ahlen wurde Neuahlen zum 1. Juli 1969 in die Stadt Ahlen eingemeindet.

## Einwohnerentwicklung
| Jahr | Einwohner |
| ---- | --------- |
| 1832 | 562       |
| 1858 | 526       |
| 1871 | 544       |
| 1885 | 548       |
| 1895 | 513       |
| 1910 | 551       |
| 1925 | 598       |
| 1939 | 551       |
| 1946 | 0839      |
| 1950 | 837       |
| 1969 | 494       |